# Роза фон Праунхайм
Роза фон Праунхайм (нем. Rosa von Praunheim; р. 1942) — немецкий кинорежиссёр, сценарист, продюсер, актёр и гей-активист. Настоящее имя — Хольгер Бернхард Бруно Мишвицкий (нем. Holger Bernhard Bruno Mischwitzky. Он снял более 150 короткометражных и художественных фильмов, в основном на квир-темы, и является одним из самых известных ЛГБТ-режиссеров и активистов в мире.

## Биография
Родился 25 ноября 1942 года под именем Хольгер Радтке в центральной тюрьме Риги во время немецкой оккупации. Его родная мать, Эдит Радтке, умерла от голода в 1946 году в психиатрической клинике в берлинском районе Виттенау. После рождения Хольгера отдали на усыновление. Его приёмная мать Гертруд Мишвицки призналась ему в этом лишь в 2000 году, когда ей уже было 94 года. О смерти своей родной матери Роза фон Праунхайм узнал в 2006 году после долгих поисков. Всё это он рассказал в 2007 году в своём фильме «Мои матери — поиски следов в Риге».
Под именем Хольгер Мишвицкий рос в Тельтове под Берлином. В 1953 году семья бежала из ГДР в Западную Германию — сначала она поселилась в Рейнской области, а в 1954 году — в Праунхайме, районе Франкфурта-на-Майне.
В 1961 году учился в ремесленном художественном училище в Оффенбахе, а год спустя — на факультете живописи Высшей школы искусств в Западном Берлине. Параллельно посещал различные летние курсы. В 1967 году прервал учёбу, опубликовал книгу «Мужчины, наркотики и смерть» (Männer, Rauschgift und der Tod). В том же году снял свой первый короткометражный фильм. В 1969 году женился на актрисе Карле Аулаулу (настоящее имя Карла Эгерер), с которой развелся в 1971 году. В этот период открыл свою гомосексуальность.
В 1971 году обрёл широкую известность благодаря фильму «Не гомосексуал извращён, а ситуация, в которой он живёт», впервые показанному на Форуме молодого кино в рамках Берлинского международного кинофестиваля.
Провокационные по содержанию и сознательно дилетантские по стилю фильмы Розы фон Праунхайма зачастую становятся предметом жарких дискуссий.
В 2000—2006 годах был профессором Высшей школы кино и телевидения имени Конрада Вольфа в Бабельсберге.

## Фильмография
- 1967 — От Розы фон Праунхайма / Von Rosa von Praunheim
- 1968 — Гротеск — бурлеск — мишура / Grotesk — burlesk — pittoresk
- 1968 — Розовые рабочие на золотой улице, 1-я часть / Rosa Arbeiter auf goldener Strasse. 1. Teil
- 1968 — Розовые рабочие на золотой улице, 2-я часть / Rosa Arbeiter auf goldener Strasse. 2. Teil
- 1969 — Сёстры революции / Schwestern der Revolution
- 1969 — Самюэль Бэккет / Samuel Beckett
- 1970 — Макбет, опера Розы фон Праунхайма / Macbeth Oper von Rosa von Praunheim
- 1970 — Валик / Die Bettwurst
- 1970 — Не гомосексуал извращён, а ситуация, в которой он живёт / Nicht der Homosexuelle ist pervers, sondern die Situation, in der er lebt
- 1971 — Геи в Нью-Йорке / Homosexuelle in New York
- 1972 — Страсти / Leidenschaften
- 1973 — Берлинский валик / Berliner Bettwurst
- 1973 — Аксель фон Ауэршпренг / Axel von Auerspreng
- 1974 — Роза фон Праунхаум показывает / Rosa von Praunheim zeigt
- 1974 — Монолог звезды / Monolog eines Stars
- 1975 — Подполье и эмигранты / Underground and Emigrants
- 1976 — Портрет Марианны Розенберг / Porträt Marianne Rosenberg
- 1976 — Я антизвезда / Ich bin ein Antistar
- 1977 — Портрет Джорджа и Майка Кухаров / Porträt Georg und Mike Kuchar
- 1977 — Весна для Франкфурта / Frühling für Frankfurt
- 1977 — 24-й этаж, Нью-Йорк / Der 24. Stock
- 1978 — Тэлли Браун, Нью-Йорк / Tally Brown, New York
- 1979 — Журнал смерти, или Как я стану цветочным горшком / Das Todesmagazin oder: Wie werde ich ein Blumentopf
- 1979 — Графиня фон Рихтхофен / Gräfin von Richthofen
- 1979 — Армия любовников, или Бунт извращенцев / Army of Lovers or Revolt of the Perverts
- 1980 — Красная любовь / Rote Liebe
- 1981 — Наши трупы ещё живы / Unsere Leichen leben noch
- 1982 — Мой Нью-Йорк / Mein New York
- 1983 — Город потерянных душ / Stadt der verlorenen Seelen
- 1984 — Страх пустоты / Horror Vacui
- 1984 — Укус / Der Biß
- 1986 — Анита — танцы порока / Anita — Tänze des Lasters
- 1986 — Вирус морали не знает / Ein Virus kennt keine Moral
- 1987 — Долли, Лотта и Мария / Dolly, Lotte und Maria
- 1989 — Выжить в Нью-Йорке / Überleben in New York
- 1990 — Трилогия о СПИДе / Aids Trilogie
- 1990 — Клёво / Affengeil
- 1991 — Мужчина по имени Пиз / Ein Mann namens Pis
- 1991 — Гордые и голубые / Stolz und schwul
- 1992 — Я сам себе жена / Ich bin meine eigene Frau
- 1995 — Неврозия / Neurosia
- 1997 — Голубая отвага / Schwuler Mut
- 1999 — Эйнштейн секса / Der Einstein des Sex
- 1999 — Замечательная деревня Вродов / Wunderbares Wrodow
- 2000 — Для меня существовал только Фассбиндер / Für mich gab’s nur noch Fassbinder
- 2000 — Тапетки не лгут / Tunten lügen nicht
- 2001 — Шарлотта в Швеции / Charlotte in Schweden
- 2002 — Коровы, забеременевшие от тумана / Kühe vom Nebel geschwängert
- 2004 — Фу, Роза! / Pfui Rosa!
- 2005 — Мужчины, герои, голубые нацисты / Männer, Helden, schwule Nazis
- 2005 — Твоё сердце в моём мозгу / Dein Herz in meinem Hirn
- 2007 — С Ольгой на Волге / Mit Olga auf der Wolga
- 2007 — Мои матери — поиски следов в Риге / Meine Mütter — Spurensuche in Riga
- 2008 — Мёртвые геи — живые лесбиянки / Tote Schwule — Lebende Lesben
- 2010 — Мальчики с вокзала Цоо / Die Jungs vom Bahnhof Zoo
- 2012 — Король комиксов / Der König des Comics (про и с участием Ральфа Кёнига)
- 2012 — Мир Розы — 70 новых фильмов Розы фон Праунхайма
- 2014 — Воспоминания Праунхайма (автобиографический — интервью телеведущей Соне Краус)
- 2014 — В поисках целителей / Auf der Suche nach Heilern
- 2015 — Лаура — жумчужина Штутгарта / Laura — Das Juwel von Stuttgart
- 2015 — Выносливость / Härte
- 2016 — Welcome All Sexes — Призу Тэдди 30 лет / Welcome All Sexes — 30 Jahre Teddy Awards
- 2017 — ACT! Кто я? / ACT! Wer bin ich?
- 2017 — Выжить в Нойкёльне / Überleben in Neukölln
- 2018 — Мужские дружбы / Männerfreundschaften